# Oriol Cruixent
Oriol Cruixent : [Uriᴐλ Kruʃén] (* 23. Juli 1976 in Barcelona) ist ein spanischer Komponist, Pianist und Dirigent.
1999 erhielt Oriol Cruixent zum Abschluss seines Klavierstudiums (bei Carme Vilà) und Musiktheoriestudiums in Barcelona die Auszeichnung Summa Cum Laude. Es folgten die Ausbildung in Geige und Gesang und die Teilnahme an Klavierkursen bei Ramón Coll und Paul Badura-Skoda und Chor- und Orchesterleitung bei Manuel Cabero und Uwe Mund.
2003 bis 2004 arbeitete er als Assistent von Ulrich Nicolai. Von 2005 bis 2008 war er als musikalischer Assistent im Prinzregententheater München tätig, wo er auch anderen Dirigenten assistierte, zum Beispiel Markus Poschner, Ulf Schirmer, Oswald Sallaberger und Alexander Liebreich.
2004 kam der Abschluss und 2006 auch der Meisterklassenabschluss seines Kompositionsstudiums bei Dieter Acker an der Hochschule für Musik und Theater München in München. Nebenbei nahm er noch Unterricht im Fach Orchesterleitung bei Ulrich Nicolai.
In der Zeit von 2000 bis 2002 wurde er von der Alexander von Humboldt-Stiftung unterstützt.
Seine Werke umfassen Solo-, Kammer-, Chor-Musik, großes Orchester und Oper und wurden bereits im Rundfunk gesendet und international aufgeführt, darunter in Katalonien, Spanien, Deutschland, Kroatien, Rumänien und den USA. Oriol Cruixent hat darüber hinaus bereits für bedeutende Orchester im Auftrag komponiert, unter anderem für das Deutsche Kammerorchester Berlin und das Münchner Rundfunkorchester.
Preise und Auszeichnungen
- 1990 Ehrenpreis Musiktheorie
- 1990 und 1996 Ehrenauszeichnung Klavier
- 1998 Ehrenauszeichnung Harmonielehre und Ehrenpreis Fuge (jeweils am Conservatori Superior Municipal de Música de Barcelona)
- 1996 1. Preis des internationalen Chorkompositionswettbewerb der Federació Catalana d'Entitats Corals für „L’infinit“,
- 2001 2. Preis des internationalen Franz-Josef-Reinl-Kompositionswettbewerbs in Wien für das Quartett „Ressons de l'ànima“.
- 2007 1. Preis bei „The 2007 Dimitris Mitropoulos International Competition for Composing“ in Athen für Zeichen im Sand für Tenor und symphonisches Orchester
- 2009 Finalist beim „Johann-Joseph-Fux International Opernkompositionswettbewerb“ in Graz für seine Oper Spiegel im Spiegel.